# 1986 au Liban
Chronologie du Liban
- 1982
- 1983
- 1984
- 1985
- 1986
- 1987
- 1988
- 1989
- 1990

Cet article présente les faits marquants de l'année 1986 au Liban ou concernant ce pays.

## Évènements
- Guerre du Liban : en 1986-1987, les affrontements entre milices rivales se multiplient : milices druzes contre Amal à Beyrouth, Amal contre Hezbollah dans les banlieues chiites. L’armée syrienne intervient de nouveau et s’installe à Beyrouth, avec l’accord du chef du gouvernement, Rachid Karamé, le 20 février 1987[1]. Dans le réduit chrétien, s’affrontent les Forces libanaises de Samir Geagea, l’armée libanaise du général Michel Aoun et les partisans d’Amine Gemayel.

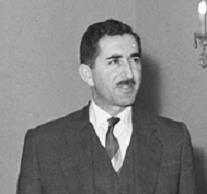
Rachid Karamé

- 15 janvier, Coup interne des Forces libanaises de janvier 1986 : affrontements entre milices chrétiennes à Beyrouth. Elie Hobeika est expulsé de la direction des Forces libanaises par Samir Geagea et Amine Gemayel ; Hobeika n’est sauvé que par l'intervention de l’armée libanaise du général Michel Aoun qui lui permet de se réfugier en Syrie[2].
- 1er avril : la France retire, « en accord avec les autorités libanaises », les observateurs installés en mars 1984 à Beyrouth[3].
- 5 septembre : trois " casques bleus " français, membres de la FINUL, sont tués près de Jouaya dans le sud du Liban[4].
- 3 novembre : déclenchement de l’Iran-contragate par un article d’un magazine libanais. Reagan est accusé d’avoir autorisé secrètement des livraisons d’armes à l’Iran, d’abord dans l’espoir de nouer des liens avec les iraniens modérés, puis pour obtenir la libération d’otages américains détenus par des groupes libanais[5]. Les profits tirés de ces livraisons ont servi à financer une infrastructure paramilitaire privée mise au point par l’administration pour lui assurer une liberté maximale face au Congrès et en particulier subventionner les contras du Nicaragua en 1984-1985.